# Židovský hřbitov (Hroubovice)
Židovský hřbitov se nalézá v obci Hroubovice v okrese Chrudim v jižním svahu na severním okraji obce a je přístupný po lesní cestě. Hřbitov vymezený kamennou zdí je nejrozsáhlejším židovským hřbitovem v celém okrese s asi 250 dochovanými náhrobky, z nichž některé jsou velmi solidní řemeslné a umělecké úrovně. Hřbitov je od 9. září 1996 chráněn jako nemovitá kulturní památka ČR.

## Historie
Nejstarší dochovaný náhrobek na hřbitově pochází z roku 1788 a poslední pohřby proběhly před druhou světovou válkou. Hřbitov představuje poslední doklad tradičního židovského osídlení obce Hroubovice. Ve druhé polovině 90. let 20. století byl hřbitov vyčištěn od nežádoucí vegetace a byla zahájena rekonstrukce hřbitovního areálu. 

## Popis
Areál hřbitova je vymezený kamennou zdí na nepravidelném polygonálním půdorysu, na severní straně je do zdi vložena vstupní brána, v severozápadním rohu stojí u zdi hřbitova budova obřadní síně vybudované v letech 1913 - 1915 z bílých cihel a v jihovýchodním rohu se nachází budova staré márnice vybudované z neomítnutých nepravidelných opukových kamenů. Hřbitov je uzamčen. Klíč od hřbitova je k zapůjčení na OÚ Hroubovice.
Náhrobky jsou soustředěny v horní části hřbitova asi v sedmi řadách, nejvyšší bod hřbitova je na severovýchodě. Pohřbíváno bylo odzdola, protože nejstarší dochované náhrobky jsou dole a nahoře při zdi jsou nejmladší. 

## Galerie

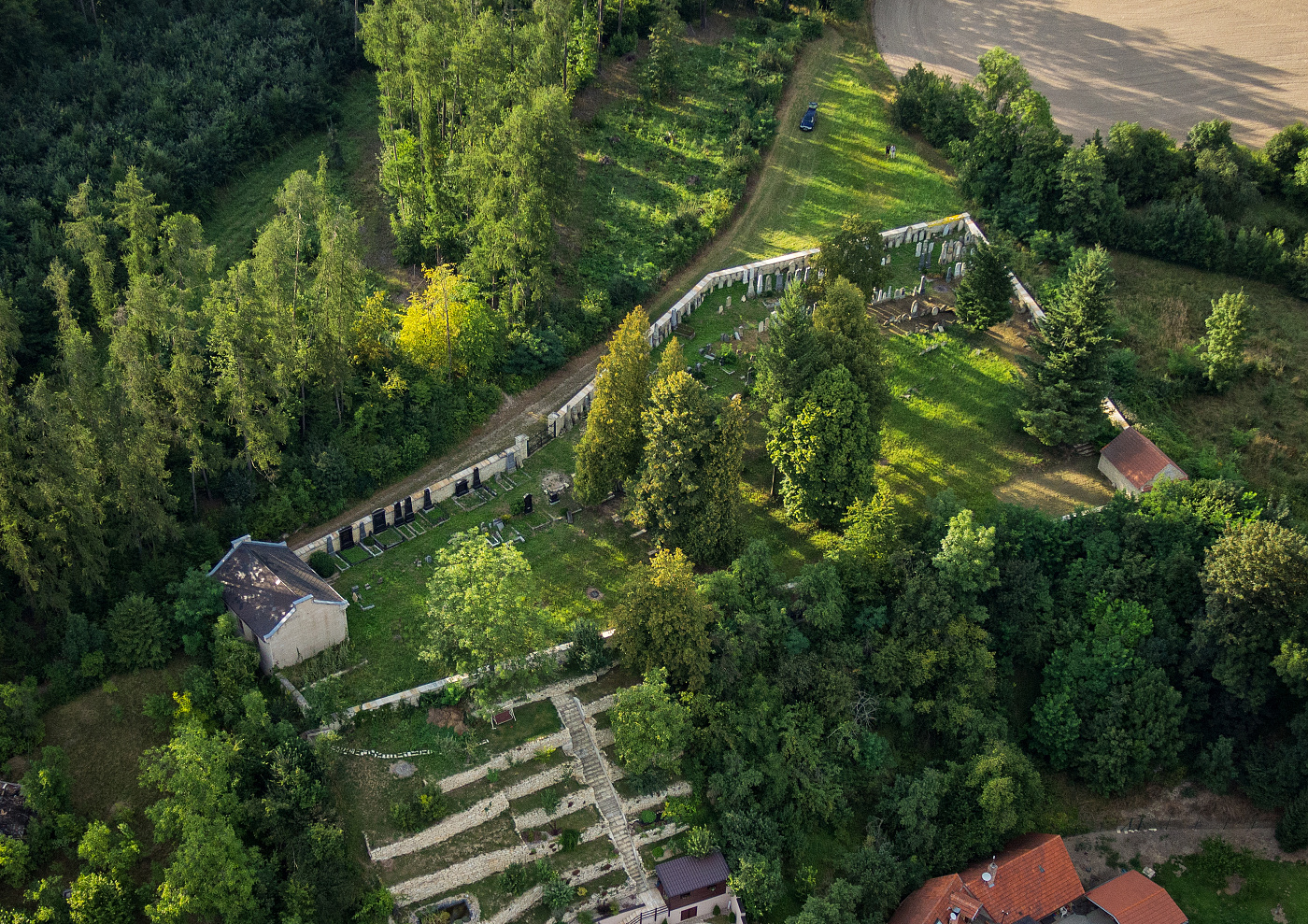
letecký pohled na židovský hřbitov v Hroubovicích
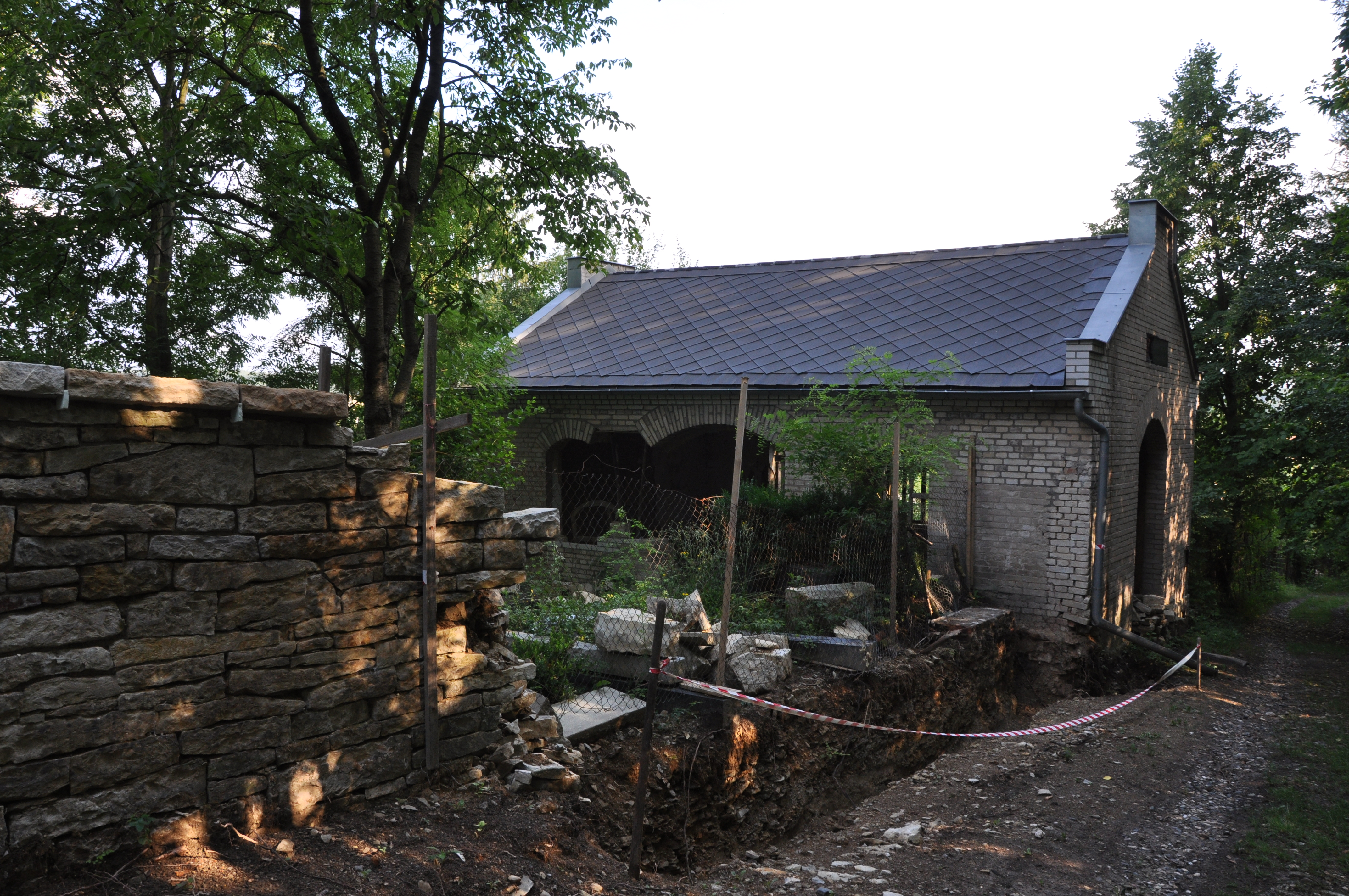
nová márnice
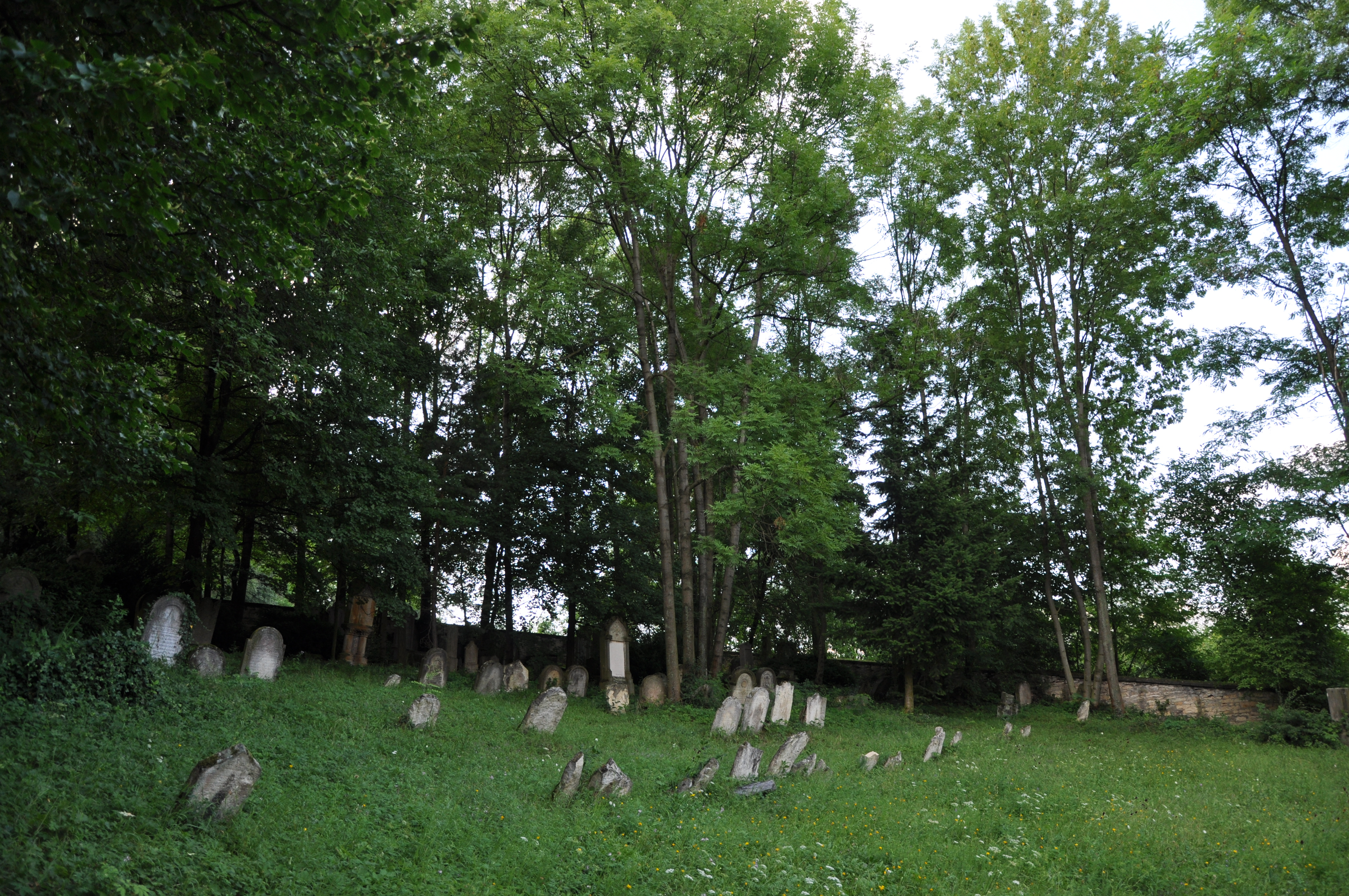
náhrobky na židovském hřbitově v Hroubovicích
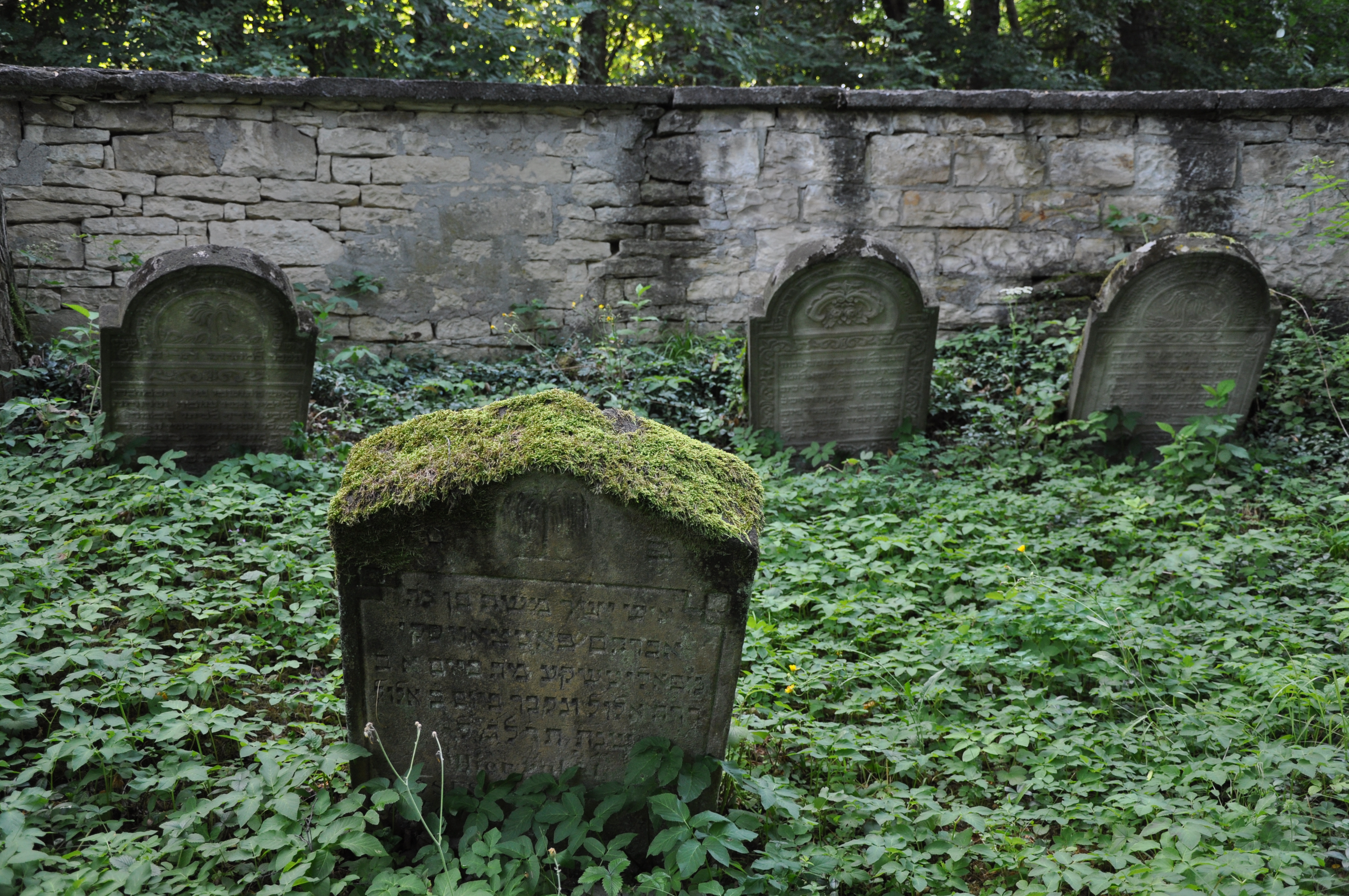
náhrobky na židovském hřbitově v Hroubovicích